# Namseong (metropolitana di Seul)
Namseong (남성역 - 南城驛, Namseong-yeok ) è una stazione della metropolitana di Seul servita dalla linea 7 della metropolitana di Seul. Si trova nel quartiere di Dongjak-gu, a sud rispetto al centro della città.

## Linee
SMRT
● Linea 7 (Codice: 737)

## Struttura
La stazione è realizzata sottoterra, e possiede due banchine laterali, con due binari con porte di banchina a piena altezza e ascensori. Sono presenti un'area tornelli e 4 uscite in superficie.
| Direzione Jangam            | ● Linea 7 | per Isu, Express Bus Terminal, Geondae-ipgu, Nowon e Jangam |
| Direzione Bupyeong-gucheong | ● Linea 7 | per Daerim, Onsu e Bupyeong-gucheong                        |

## Stazioni adiacenti
| «       | Servizio | »               |
| Linea 7 | Linea 7  | Linea 7         |
| ------- | -------- | --------------- |
| Isu     | -        | Sungsildae-ipgu |